# Любовью надо дорожить
«Любовью надо дорожить» — советский мелодраматический фильм 1959 года режиссёра Сергея Сплошнова.
Лидер кинопроката в СССР — третье место в прокате 1960 года, его посмотрели 33,9 миллиона зрителей.

## Сюжет
Катя Дорошевич — передовая ткачиха на текстильном комбинате, товарищи её уважают, подруги любят, за ней ухаживает хороший парень Степан — демобилизовавшийся с Балтийского флота матрос. Но всё меняется, когда в комнате общежития, где она живёт ещё с тремя девушками-ткачихами, обнаруживают украденный с комбината товар. Все улики против Кати. Её увольняют с комбината. Степан сторонится её. Решив, что у неё больше нет настоящих друзей и любви, она уезжает на далекую стройку. В это время её подруги и комитет комсомола, убеждённые в том, что Катя — честный человек, устанавливают правду — в истории, которая произошла с Катей, неблаговидную роль сыграла её подруга Зина, и начинают поиск Кати…

## В ролях
- Нина Иванова — Катя Дорошевич
- Эдуард Бредун — Степан
- Зинаида Асмолова — Тамара Петушкова
- Муза Крепкогорская — Полина Савчук
- Инга Будкевич — Зина
- Анатолий Адоскин — Костя, комсорг комбината
- Татьяна Алексеева — Антонина Васильевна, секретарь райкома комсомола
- Константин Сорокин — Платон Васильевич Петушков, отец Тамары
- Фёдор Шмаков — Антон Иванович
- Павел Молчанов — Казимир Петрович
- Валентина Кравченко — Фрося Якимчук
- Евгений Полосин — Егор Якимчук
- Борис Щербаков — фарцовщик
- Юрий Галкин — пижон
- Юрий Сидоров — Пётр
- Георгий Юматов — фотокорреспондент
- Иван Шатило — Прокофий Фёдорович
- Алексей Барановский — Аким Акимыч

## Съёмки
Место съёмок — Минск, в фильме много кадров с видами города, так начинается фильм документальными съёмками первомайской демонстрации на Площади Победы, эпизоды на рабочих местах девушек снимались на Минском камвольном комбинате, гуляют герои по Парку им. 30-летия БССР.

## Музыка в фильме
Песня исполняемая героем на теплоходе — «Ты одна» (музыка Юрия Семеняко, слова Николая Глейзерова), исполняет сам актёр Эдуард Бредун.
«Рок-н-ролл на костях», который слушают «стиляги» — песня «Happy Baby» американской группы «Bill Haley & His Comets».